# Balaustrada romana
Balaustrada romana é a denominação dada ao conjunto arquitectónico, baseado no estilo romano, usado em larga escala na construção civil, na forma de balaustrada, na época do Império Romano, principalmente pelas famílias mais abastadas.
Um desses exemplos talvez bem característicos, são as edificações romanas localizadas na Itália, a exemplo de Pompeia e Herculano, ambas localizadas bem próximas ao Vesúvio, construída por pessoas normalmente de classe mais elevada, devido ao seu alto custo.
Uma das principais características é que seguiam a tendência da arquitetura jônica, com forte influência rupestre ou seja bem local.
Na verdade esse estilo de construção, procurava às vezes representar um símbolo religioso ou mesmo o poder de influência da família, pois não raras as vezes as formas dos balaústres eram baseadas em desenhos ou variações familiares, assim há balaustrada romana, aonde os desenhos e formatação arquitetônica eram na verdade uma cópia fiel do estilo familiar de quem mandou construir.
Podemos citar um exemplo histórico: o imperador romano Marco Aurélio mandou construir uma residência que possuía balaústres com estilo pessoal e familiar.